# Heřman Chromý
Heřman Chromý, též Karel Heřman (* 29. září 1947 Praha) je český a československý básník, kulturní organizátor, disident, signatář Charty 77, po sametové revoluci politik, poslanec Sněmovny národů Federálního shromáždění a České národní rady za Občanské fórum, později diplomat.

## Biografie
Absolvoval střední ekonomickou školu pro zahraniční obchod v Praze a ekonomickou fakultu na univerzitě v Blagoevgradě (v bulharské Vrace). V letech 1970–2002 žil v Mělníku. Pracoval po jistou dobu v elektrárně Mělník. V Mělníku v 70. letech působil jako kulturní organizátor (Dům mládeže, Okresní kulturní středisko). Podílel se zde na inscenování hudebních pořadů. V roce 1982 podepsal Chartu 77. V roce 1986 byl odsouzen na dva roky nepodmíněně za podvracení republiky, kvůli své básnické, publicistické a politické činnosti. V srpnu 1989 proti jeho osobě zahájila Státní bezpečnost v Mělníku další předběžné vyšetřování. V letech 1988–1990 vydával společně s Petrem Uhlem a Annou Šabatovou čtrnáctideník Informace o Chartě 77 . V roce 1988 se podílel na vzniku Mírového klubu Johna Lennona. Ve vlastní umělecké tvorbě se profiloval jako básník. Na přelomu 70. a 80. let se účastnil recitačních soutěží (dvakrát mu bylo uděleno nejvyšší ocenění na přehlídce Wolkerův Prostějov). Je autorem několika básnických sbírek: Dlouze skandující občan (1978), Chlapec Rock (1980), Vepřové něžnosti (1982–1985), Veřejné úrazy (1984–85) nebo Náš pan domácí pánbů (1985–86), které byly samizdatově vydány v edici bratrů Havlových Expedice. V roce 1990 mu byla udělena literární Cena Erasma Rotterdamského.
Profesně je k roku 1990 uváděn jako dělník SD Severozápadní dráha, bytem Mělník.
V lednu 1990 zasedl v rámci procesu kooptací do Federálního shromáždění po sametové revoluci do české části Sněmovny národů (volební obvod č. 14 – Mělník, Středočeský kraj) jako bezpartijní poslanec, respektive poslanec za Občanské fórum. Ve Federálním shromáždění setrval do voleb roku 1990. Ve volbách roku 1990 byl za Občanské fórum zvolen do České národní rady. Krátce působil jako člen předsednictva ČNR a člen komise pro vězeňství. Byl rovněž předsedou poslaneckého klubu Občanského fóra.
Veřejně se angažoval i po odchodu z vrcholné politiky. Od roku 1995 působil na ministerstvu zahraničních věcí. V letech 1995–1998 byl diplomatem v Bulharsku, v letech 1998–2002 v Rumunsku a od roku 2005 v Bělorusku. V roce 2004 se zúčastnil řetězové hladovky za odstoupení Stanislava Grosse z postu předsedy vlády a podporoval četné protikomunistické iniciativy.
Na jaře roku 2013 ohlásil odchod z ministerstva zahraničních věcí kvůli nespokojenosti s chodem úřadu. Kritizoval systém vydávání osob ke stíhání do zahraničí, včetně kauzy ruského podnikatele Alexeje Torubarova vydaného v květnu ke stíhání do Ruska, k jehož případu zpracovával posudek. Vedení ministerstva kritiku komentovalo tak, že Chromý odváděl nekvalitní práci a snaží se pošpinit svého zaměstnavatele.

## Ocenění
22. listopadu 2016 dostal pamětní dekret ministra a odznak účastníka odboje a odporu proti komunismu „za aktivní činnost proti komunistickému režimu spočívající zejména v rozšiřování ilegálních periodik Svědomí a Informace o Chartě, a dále za podíl na založení Mírového klubu Johna Lennona“.